# Braunschweig (Schiff, 1904)

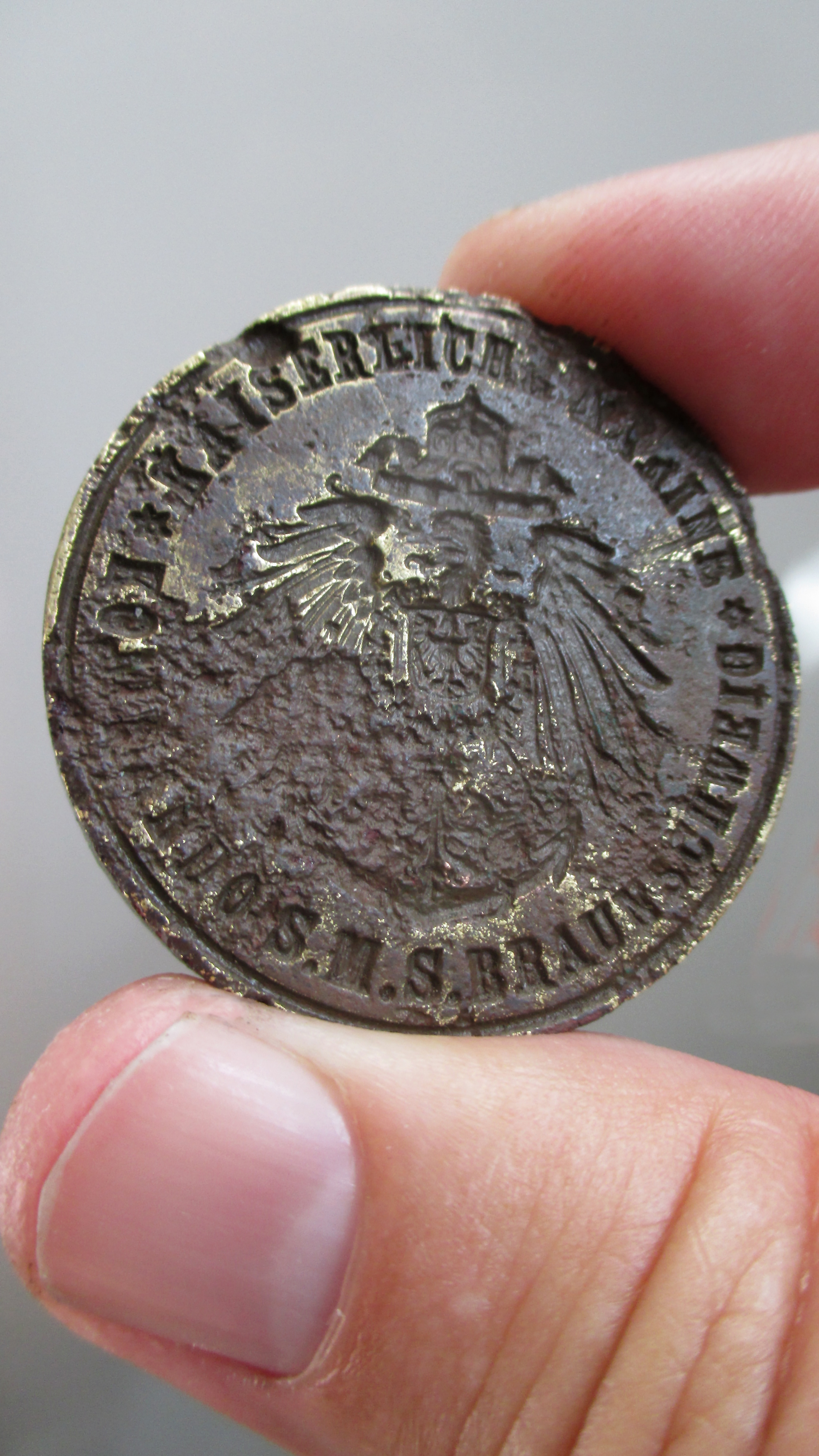
Siegel der Kaiserlichen Marine – (Gespiegelt) – Kommando S.M.S. Braunschweig

Die Braunschweig war das Typschiff einer Klasse von Linienschiffen der Kaiserlichen Marine. Benannt war es nach dem damaligen Herzogtum Braunschweig.
1922 bis 1926 diente das alte Linienschiff in der Reichsmarine.

## Technik

### Bewaffnung
Die Braunschweig und ihre Schwesterschiffe trugen als erste Schnellfeuergeschütze vom Kaliber 28 cm.

## Geschichte

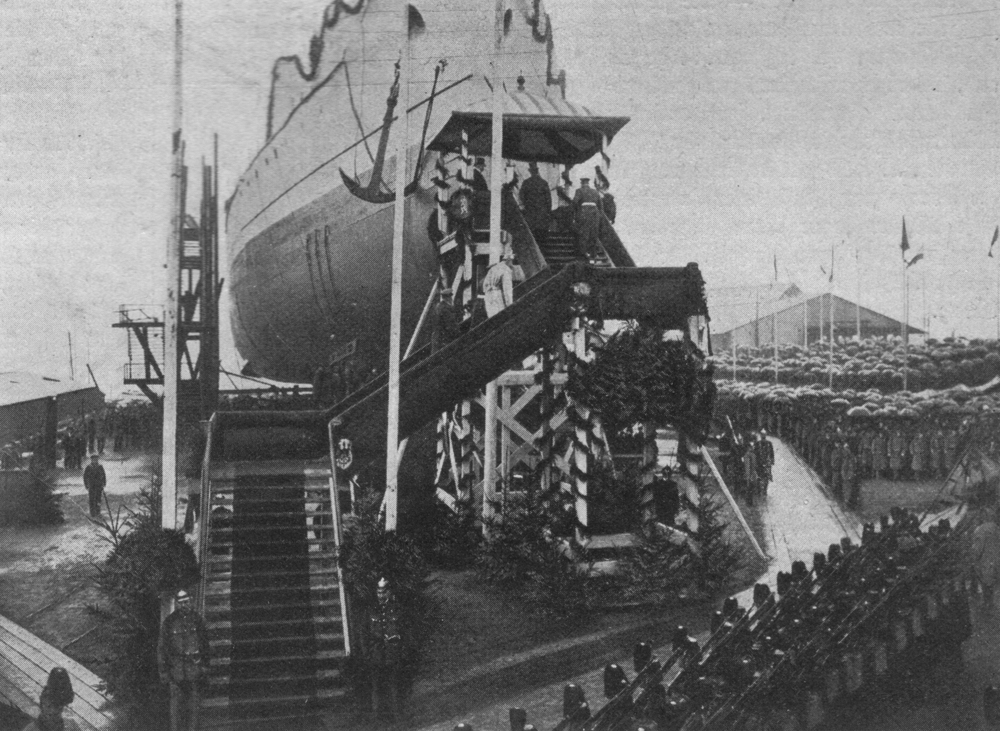
Der Stapellauf der Braunschweig

Ihr Bau wurde von August Müller beaufsichtigt. Die Kiellegung der Braunschweig erfolgte am 24. Oktober 1901 auf der Germaniawerft in Kiel. Sie war das dritte Linienschiff dieser Werft für die Kaiserliche Marine. Der Stapellauf erfolgte am 20. Dezember 1902. Die Taufe erfolgte durch den damaligen Prinzregenten des Herzogtums Braunschweig, Prinz Albrecht von Preußen, der auch die Taufrede hielt. Am 14. Oktober 1904 wurde die Braunschweig in Dienst gestellt, ihre damaligen Baukosten betrugen 23.893.000 Mark.

### Vorkriegseinsätze
Sie wickelte bis Dezember ihre Probefahrten ab und trat dann zum Zweiten Geschwader. Dort war sie bis Dezember 1905 und vom September 1907 bis zum April 1912 Flaggschiff des 2. Admirals des Geschwaders.
Der Routinedienst bei der Flotte wurde am 22. November 1905 unterbrochen, als sie den Bruder des Kaisers, Prinz Heinrich, seinerzeit Chef der Marinestation Ostsee, an Bord nahm, um ihn zur Krönung des dänischen Prinzen Christian zum König von Norwegen nach Christiania zu bringen. Die Braunschweig verblieb vom 24. bis zum 29. November im heutigen Oslo und kehrte am 30. nach Kiel zurück. Sie nahm an den Atlantikreisen der Flotte teil und besuchte vom 23. Juli bis zum 7. August 1908 Las Palmas und vom 18. bis zum 25. Juli 1909 La Coruña. Am 31. Juli 1912 schied die Braunschweig dann aus dem Zweiten Geschwader aus und reduzierte die Besatzung. Am 8. Dezember 1912 kam sie für die V. Division wieder in Dienst und schied am 30. Juli 1913 endgültig aus dem aktiven Dienst aus. Die Besatzung stieg am Folgetag auf die König Albert über und stellte dieses neue Schiff in Dienst. Die Braunschweig wurde unbemanntes Beischiff der Reservedivision Ostsee.

### Kriegsverwendung
Bei der Mobilmachung wurde sie am 1. August 1914 für das IV. Geschwader der Hochseeflotte wieder in Dienst gestellt. Das Geschwader sollte vor allem im Ostseebereich zum Einsatz kommen und führte vom 3. bis zum 9. September einen Vorstoß bis zum Finnischen Meerbusen durch. Ein weiterer Vorstoß am 22. September der beiden Reservegeschwader (IV./V.) mit dem Oberbefehlshaber der Ostseestreitkräfte (O.d.O.), Prinz Heinrich, an Bord der Braunschweig wurde wegen drohender U-Boot-Gefahr vorzeitig abgebrochen. Neben dem Einsatz in der Ostsee wurde die Braunschweig auch immer wieder im Vorpostendienst in der Elbmündung vertretungsweise eingesetzt, so vom Dezember 1914 bis zum April 1915 und vom Mai bis Juli.

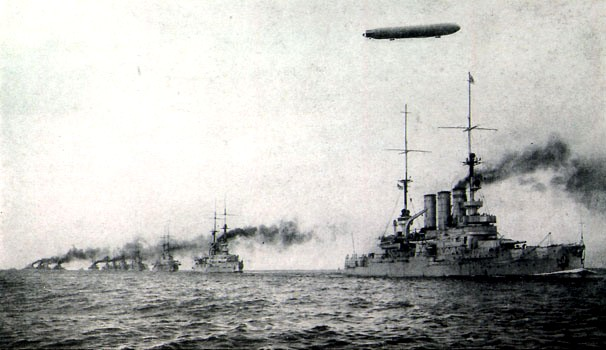
Ein Geschwader der Deutschen Hochseeflotte: Linienschiff der Braunschweig-Klasse (Vordergrund), weitere Linienschiffe und ein Seeaufklärungs-Zeppelin

Ab 7. Juli 1915 nahm sie an Vorstößen des O.d.O. teil. Um in die Rigaer Bucht einlaufen zu können (siehe: Vorstoß in die Rigaer Bucht), begannen am 8. August um 03:50 Uhr 14 veraltete, zu Minensuchbooten umgebaute Torpedoboote unter Bedeckung der Braunschweig und des Kleinen Kreuzers Bremen in Richtung Irbenstraße einen Weg zu räumen. Ab 04:45 Uhr folgten von Lyser Ort in Richtung Zerel neun ehemalige Fischdampfer als Hilfsminensuchboote, geschützt durch den kleinen Kreuzer Thetis. Am Kreuzungspunkt lief dabei das kleine ehemalige Torpedoboot T 52 um 05:10 Uhr auf eine Mine und sank um 05:25 Uhr ohne Menschenverluste. Die zur Bergung heraneilende Thetis erhielt um 05:38 Uhr ebenfalls einen Minentreffer und musste daraufhin nach Libau entlassen werden. Währenddessen begannen die beiden russischen Kanonenboote Grosjaschtschi und Chrabry die Minensuchboote auf große Entfernung zu beschießen, deren Feuer von Bremen, Braunschweig und Elsass erwidert wurde, wobei letztere zwei schwere Treffer auf der Grosjaschtschi landen konnte. Das U-Boot-Sicherung fahrende Große Torpedoboot S 144 lief unterdessen um 07:07 Uhr auf eine Mine, konnte aber von S 140 und S 147 nach Libau eingebracht werden. Das Minenräumen wurde während der ganzen Zeit stetig fortgesetzt. Gegen 10:30 Uhr unternahm die russische Seite erstmals energische Schritte gegen die deutschen Schiffe und schickte das Linienschiff Slawa in die Irbenstraße, um das Minensuchen zu unterbinden. Diese eröffnete auf 16.000 Meter das Feuer auf Braunschweig und Elsass, die sofort zurückschossen. Die Slawa drehte umgehend ab und zog sich in die Rigaer Bucht zurück. Um 11:15 Uhr war das Minenräumen beendet und eine Sperrlücke in die Minensperren geräumt. Jedoch sank um 13:32 Uhr das Minensuchboot T 58 auf einer weiteren bis dahin unerkannt gebliebenen Sperre.
Im August standen dem O.d.O. auch die Großlinienschiffe Posen und Nassau zur Verfügung, da die alten Linienschiffe als zu stark durch Minen und Torpedos gefährdet angesehen wurden. Nach einem erneuten Einsatz in der Elbe im September verlegte die Braunschweig im Oktober nach Libau, wo auch ihr Schwesterschiff Elsass und die Mecklenburg lagen. Personalmangel erzwangen Reduzierungen der Mannschaften auf den alten Schiffen, und im August 1916 verlegte sie nach Kiel, um nur noch als Rekrutenausbildungsschiff zu dienen.
Am 20. August 1917 wurde die Braunschweig außer Dienst gestellt und diente fortan als Wohnschiff der I. Werftdivision.

### Einsatz bei der Reichsmarine
Nach dem Kriegsende wurde die Braunschweig in die Reichsmarine übernommen und war vom 1. Dezember 1921 bis zum 31. Januar 1926 in Dienst.
Am 1. März 1922 wurde sie Flaggschiff des Befehlshabers der leichten Seestreitkräfte der Nordsee. Im Juli 1922 machte sie ihre erste Auslandsreise und besuchte die norwegischen Häfen Fretheim und Mundal. Im Sommer 1923 folgten Besuche in Göteborg und Helsingfors. Nach Eisdienst in der Ostsee im Februar und März 1924 folgte vom 6. bis zum 13. Juli ein Besuch von La Coruña. Nach einer Ostseereise im April 1925 besuchte das Schiff im Juni noch die norwegischen Häfen Stavanger, Sande, Balholmen und Hyoe.
Am 31. Januar 1926 stellte die Marine die Braunschweig endgültig außer Dienst und ersetzte diese durch die Schleswig-Holstein.
Am 31. März 1931 schließlich wurde die Braunschweig aus der Liste der Kriegsschiffe gestrichen und 1932 abgewrackt.

## Kommandanten
| 15. Oktober 1904 bis zum 30. Juli 1913   |                                                               |
| 15. Oktober 1904 bis September 1905      | Kapitän zur See Alfred Ehrlich                                |
| September 1905 bis September 1907        | Kapitän zur See Hermann Jacobsen                              |
| September 1907 bis 30. September 1908    | Kapitän zur See Richard Eckermann                             |
| 1. Oktober 1908 bis September 1909       | Kapitän zur See Friedrich Schrader                            |
| September 1909 bis September 1910        | Kapitän zur See Karl Wilbrandt                                |
| September 1910 bis 31. Juli 1912         | Kapitän zur See Georg von Ammon                               |
| 1. August 1912 bis 30. November 1912     | Korvettenkapitän Paul Schrader (reduzierte Besatzung)         |
| 1. Dezember 1912 bis 30. Juli 1913       | Kapitän zur See Karl Thorbecke                                |
| 1. August 1914 bis zum 20. August 1917   |                                                               |
| 1. bis August 1914                       | Kapitän zur See Gottfried Freiherr von Dalwigk zu Lichtenfels |
| August 1914 bis Juli 1916                | Kapitän zur See Max Lans                                      |
| Juli 1916 bis August 1916                | Kapitän zur See Reinhold Schmidt                              |
| August 1916 bis Dezember 1916            | Korvettenkapitän Walter Mehnert (reduzierte Besatzung)        |
| Dezember 1916 bis Mai 1917               | Korvettenkapitän Leo Hertzer (reduzierte Besatzung)           |
| Mai 1917 bis Juni 1917                   | Kapitänleutnant Franz Wilde (reduzierte Besatzung)            |
| August 1917 bis 20. August 1917          | Korvettenkapitän Günther Paschen (reduzierte Besatzung)       |
| 1. Dezember 1921 bis zum 31. Januar 1926 |                                                               |
| 1. Dezember 1921 bis Januar 1922         | Korvettenkapitän Franz Claassen (reduzierte Besatzung)        |
| Januar 1922 bis 28. Februar 1922         | Korvettenkapitän Albrecht Meißner (reduzierte Besatzung)      |
| 1. März 1923 bis Oktober 1923            | Kapitän zur See Adolf Pfeiffer                                |
| Oktober 1923 bis Januar 1925             | Kapitän zur See Franz Wieting                                 |
| Januar 1925 bis 31. Januar 1926          | Kapitän zur See Gottfried Hansen                              |